# 크리스티 월턴
크리스티 루스 월턴(Christy Ruth Walton, 1949년 2월 8일~)은 존 T. 월턴의 아내이다. 2005년 6월 존 월턴이 죽은 후, 그녀는 존 월턴의 재산 157억 달러를 상속받았다.
2010년 9월 포브스에 따르면 월마트와 퍼스트 솔라 주식을 바탕으로 순자산 약 240억 달러를 가지고 있는 크리스티 월턴은 미국에서 4번째로 부유한 사람이자, 세계에서 12번째로 부유한 사람으로 평가된다.
그녀는 현재 아들 루카스 월턴과 함께 잭슨에서 살고 있다.

## 같이 보기
- 월턴 가문